# Hakoah Maccabi Amidar Ramat Gan
Hakoah Amidar Ramat Gan F.C. (en hebreo: הכח עמידר רמת גן‎) es un club de fútbol de Israel que juega sus partidos en el Winter Stadium en Ramat Shikma, un barrio de Ramat Gan.

## Palmarés
- Ligat ha'Al (2): 1965, 1973.
- Copa de Israel (2): 1969, 1971.
- Liga Alef (1): 2002/03.